# 吉満ひろゆき
吉満ひろゆき（よしみつ ひろゆき、1974年8月26日 - ）は、日本のレコーディング・エンジニア。大阪府出身。

## 来歴・概要
10代の頃、長渕剛に傾倒。大阪の音響系専門学校を卒業後上京。世田谷にあるaLIVE RECORDING STUDIOに就職。2004年、aLIVE RECORDING STUDIOを退社。曽我部恵一のレーベル「ROSE RECORDS」に再就職し、2007年にROSE RECORDSを退社。現在はフリーのレコーディング・エンジニアとして活動している。

## 主な作品
- サニーデイ・サービス MAXI SINGLE「NOW」 1997年 (アシスタント・エンジニア)
- サニーデイ・サービス 「24時」 1998年 (エンジニア)
- ROCKY CHACK 「Smash Water People」 1999年 (エンジニア)
- 曽我部恵一 「STRAWBERRY」 2004年 (エンジニア)
- 短編映画「無題」(曽我部恵一・監督) 2004年 (俳優)
- ダブルオー・テレサ「GEE PEE EYE EEEEEE!」 2004年 (リマスター)
- 無頼庵 *詳細不明
- 金子マリ *詳細不明
- ザ・テレパシーズ 2005年 (エンジニア)
- ROSE RADIO (インターネット・ラジオ) 2005年～2006年 (エンジニア、出演)
- 島津田四郎 「島津田四郎」 2006年 (録音)
- 中村ジョー 「Blue Box」 2006年 (録音)
- 曽我部恵一 DVD「NAKID SONGS」 2007年 (もろもろ)
- 曽我部恵一BAND DVD「五月の濡れた塔」 2007年 (友情出演)
- 曽我部恵一 12inchi「ミュージック！」 2007年 (考える人)
- Andersens (エンジニア)*詳細不明
- lake 「lake」 2008年 (エンジニア)
- ザ・ノウ 「ノウ宣言」 2008年 (エンジニア)
- 曽我部恵一BAND 「トキメキLIVE!」 2008年 (アシスタント)
- LOVE ME TENDER 「トワイライト」 2011年 （エンジニア）